# Mycena luxaeterna
Mycena luxaeterna é uma espécie de cogumelo nativo da mata atlântica, medindo menos de 8 mm de diâmetro, divulgada no ano de 2009.

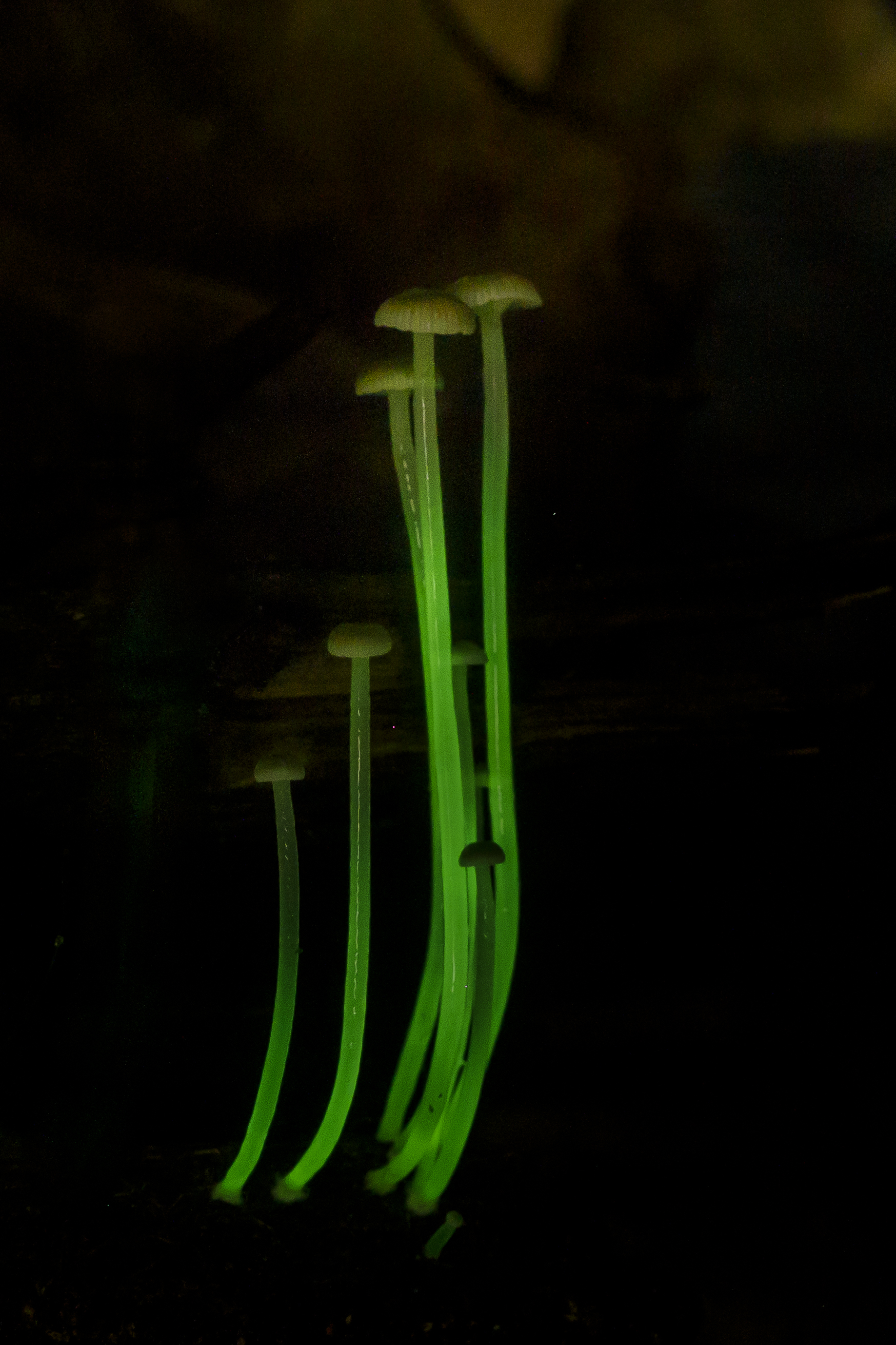
Mycena luxaeterna